# Gilera SP
La SP è una serie di motociclette prodotte dal 1988 al 1991, si tratta di un modello sportivo della casa Gilera equipaggiata con un nuovo motore con aspirazione diretta nel carter, a differenza di quello precedente che aveva l'aspirazione nel cilindro, munito di miscelatore separato e valvola meccanica allo scarico APTS (Automatic Power Tuning System), la serie vanta 4 modelli sp01, sp02, sp91 o anche crono, gfr furono prodotte nella sola cilindrata 125 cm³. La sp01 appena uscita fu la prima race replica cioè una moto pronto pista con la targa e che quindi poteva circolare in strada, successivamente concorrente con altri modelli di altre case, come la Cagiva con la Mito, l'Aprilia con la l'AF1, la Yamaha con la TZR e Honda con l'NSR 125, questo modello dalle casa Gilera per un breve periodo fu accompagnato da un modello stradale chiamato MX già esistente.

## SP 01
La moto, prodotta nel 1989 aprì il filone delle 125 estreme, studiate per essere competitive nel Campionato italiano Sport Production. Linea, prestazioni, posizione di guida erano vicine alle moto da corsa. La moto ha una carenatura avvolgente, ma che lascia scoperto il telaio, twinbox in acciaio, da cui riprende anche il serbatoio molto sagomato e munito di sfiato per i vapori della benzina e che inoltre ha due tappi; per il rifornimento di benzina (tappo di sx.) e il rifornimento di olio (tappo di dx.), il cupolino della moto è molto sagomato, mentre gli specchietti sono aerodinamici e compatti ma offrono una scarsa visibilità, il faro è compatto e quadrato, sulle carenature laterali della moto ci sono delle grandi bocche di sfiato per il radiatore, mentre per quanto riguarda il codino della moto, risulta essere snello e molto affusolato, la luce posteriore è singola e rotondeggiante. Tutti gli accessori per l'uso stradale sono camuffati in modo da essere il meno evidenti possibile. La sella passeggero è nascosta da una cover che la fa sembrare monoposto.
Il parafango anteriore ha una forma semplice, in quanto le forcelle sono tradizionali, ma regolabili in compressione e gli steli sono coperti dalle carene, le ruote sono a cinque raggi, il forcellone posteriore è a doppio braccio e ha un sistema Gilera per regolare la distanza della ruota, il freno a disco posteriore è disposto a destra, mentre la corona è a sinistra della moto, l'espansione è lasciata a vista, con il silenziatore che rimane basso, invece l'impianto elettrico è corredato da un alternatore monofase da 120W. La colorazione riprende le linee della Suzuki di Kevin Schwantz, il motore è estremamente potente ed ha un'erogazione appuntita adatto più ad un uso in pista che su strada codice cilindro 254.

## SP 02
La SP 02 venne introdotta sul mercato nell’aprile del 1990; si tratta di un aggiornamento del modello precedente, esteticamente uguale eccetto le grafiche di colore bianco, giallo e rosso con i colori della bandiera italiana. In realtà vengono apportate numerose modifiche rispetto alla 01 tra cui:  l'adozione delle forcelle anteriori a steli rovesciati e maggiorati, rimane invariata la scelta di utilizzare ruote da 17 al posteriore e da 16 all'anteriore, dato il cambiamento di forcella da tipo classico a steli rovesciati di 40 mm e venne realizzato un nuovo parafango anteriore più avvolgente, che ora ha anche il compito di proteggere gli steli, cassa filtro ridisegnata e molto più grande con appendici di ancoraggio al telaio diverse, contagiri elettronico, scarico rivisto e carburazione diversa il motore resta il medesimo codice cilindro 254. con queste modifiche la 02 ha una curva di erogazione meno appuntita e più sfruttabile in ogni situazione. Venne sostituita l'anno successivo dalla Crono.

## Crono
La Crono venne introdotta sul mercato nel 1991, si tratta di una moto con molte varianti rispetto al modello precedente, esteticamente cambia il codone più affusolato e le nuove grafiche di colore bianco, fuxia e blu. Per il resto esteticamente è uguale alla precedente. . Le numerose modifiche apportate rispetto alla 02 sono le seguenti: nuovo motore con valvola elettronica, nuovo imbiellaggio, nuovo cilindro codice 254/A, nuovo scarico e nuova carburazione, fondo scala contagiri con il rosso che inizia a 12.000 giri a differenza della 02 che iniziava a 11.000. Con queste modifiche la Crono resta competitiva fino al 1993 anno in cui verrà sostituita dalla GFR.